# タイミル湖
タイミル湖（英: Lake Taymyr、露: Таймы́р、Таймы́рское о́зеро）は、ロシアのクラスノヤルスク地方、タイミル半島の中央部に位置する湖。ビルランガ山地の南にある。

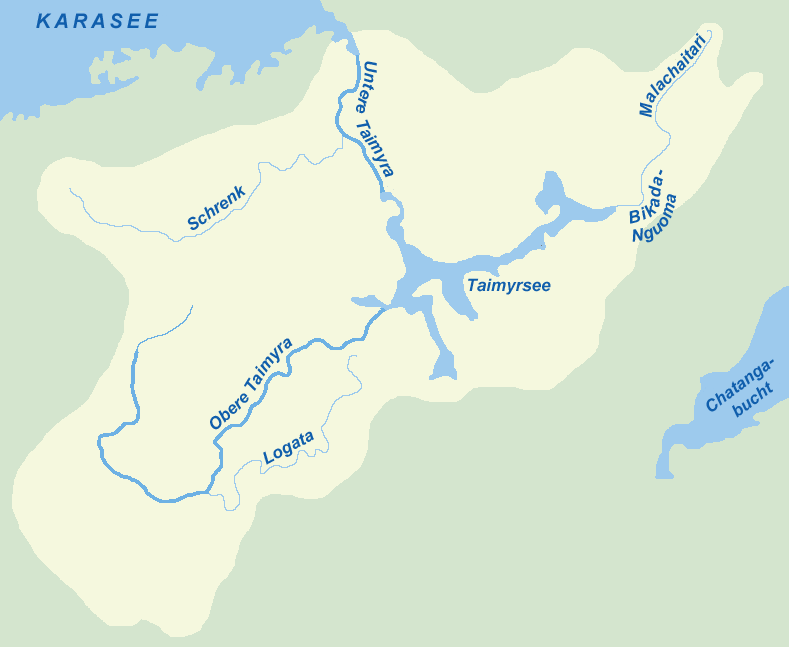
流域図

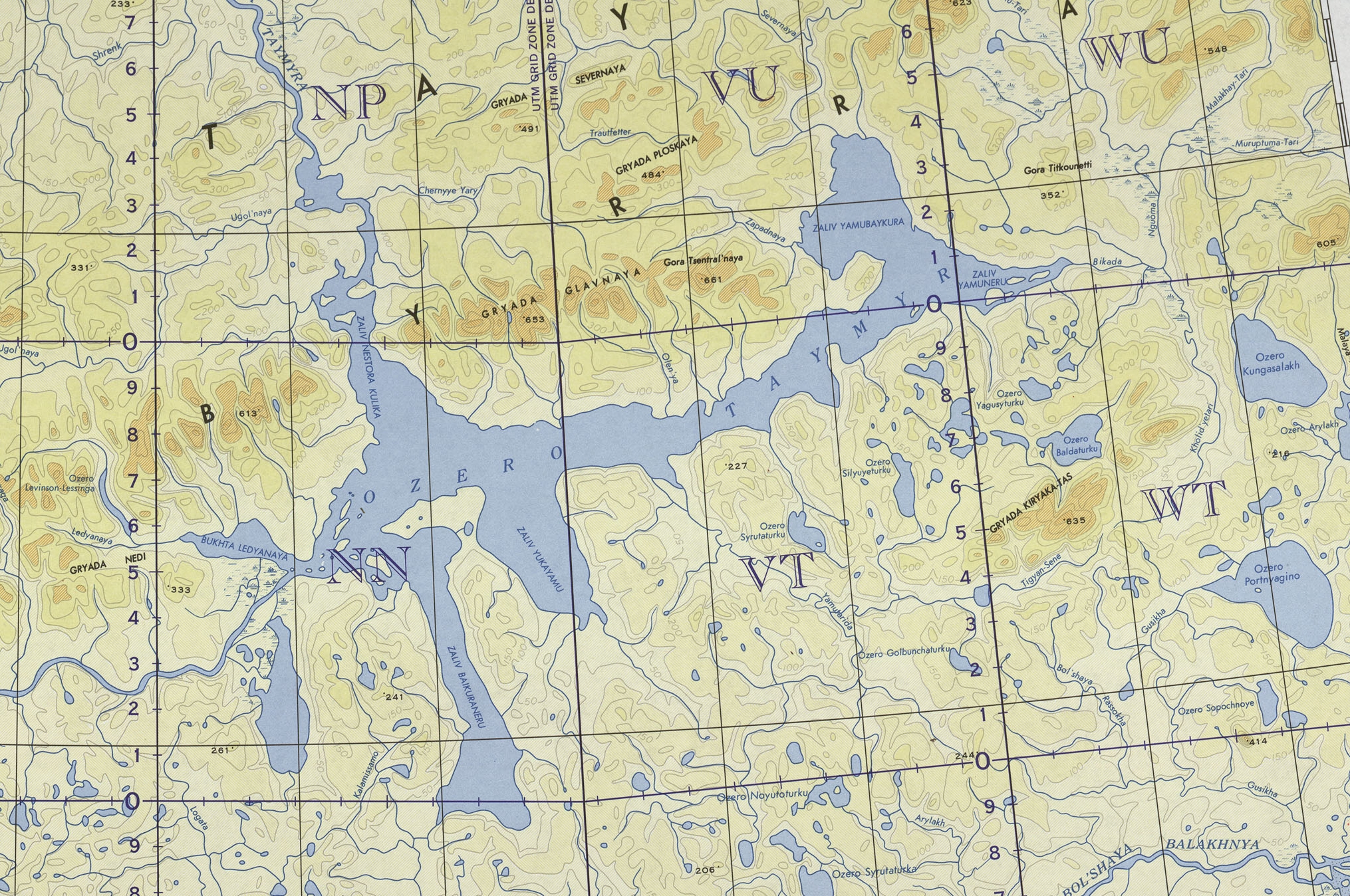
米軍が1964年に作製した地図

東西約165km。広範囲に細長く延びるいびつな形状をしており、最大幅も湖の東端で23kmしかない。9月から6月までは氷に閉ざされる。流入する最も大きな河川は上タイミル川で、西端から流入する。そのほか、ザパドナーヤ川、セーヴェルナヤ川、ビカーダ・ングオーマ川、ヤムタリダ川、カラミサーモ川が流れ込む。その後、北から下タイミル川として流れ出て、ビルランガ山地を通り抜け北極海に達する。
南岸のツンドラには小さな湖沼が無数に存在する。うち、東端のヤムネル湾の東部にはクングサラフ湖とポルトニャージノ湖という幅20km級のとりわけ大きな湖がある。

## 環境
ドジョウ、ホワイトフィッシュ、ムクスンなど、厳しい極北固有の多くの種の魚が棲むが、大自然に囲まれているにもかかわらず一部の種は乱獲に遭っている。また、わずかだが堆積物にはプルトニウム汚染も確認されており、これは冷戦時にノーヴァヤ・ゼムリャーで行われた核実験の粒子が風で運ばれたものとされている。
水温は8月で7度、冬季は1度。